# NGC 4819
NGC 4819 is een balkspiraalstelsel in het sterrenbeeld Hoofdhaar. Het hemelobject werd op 6 april 1785 ontdekt door de Duits-Britse astronoom William Herschel.

## Synoniemen
- UGC 8060
- MCG 5-31-14
- ZWG 160.25
- PGC 44144